# Fiscalité en Suisse
 (novembre 2019).
L’imposition en Suisse regroupe l'ensemble des impôts, taxes, redevances, contributions et cotisations sociales auxquels les administrations publiques soumettent les personnes physiques et morales suisses ou vivant en Suisse. Le système fiscal est construit sur une compétence partagée entre les cantons et la Confédération, cette dernière ne pouvant prélever que les impôts prévus par la Constitution.
La fiscalité suisse est composée d'impôts directs, tels que l'impôt fédéral direct, l'impôt cantonal, l'impôt communal ou l'impôt paroissial, d'impôts indirects, comme la taxe sur la valeur ajoutée (TVA) ou l'impôt sur les importations de biens ainsi que de taxes et impôts spéciaux, tels que le droit de timbre, l'impôt anticipé, l'impôt sur les animaux, etc.
L'imposition directe connaît elle-même deux subdivisions principales : l'imposition des personnes physiques, qui concernent les individus imposables en Suisse soit en raison de leur rattachement personnel à ce pays, soit en raison de leur rattachement économique à ce pays et l'imposition des personnes morales, qui concerne les sociétés imposables en Suisse soit en raison de leur rattachement personnel à ce pays, soit en raison de leur rattachement économique à ce pays.

## Fondements
L'approche suisse est que les impôts « n'ont pas pour but la redistribution de la fortune entre les gens, mais la couverture des dépenses des collectivités publiques »,.
Le Tribunal fédéral définit, dans sa jurisprudence, les impôts de la manière suivante :

« L'impôt est une contribution versée par un particulier à une collectivité publique pour participer aux dépenses résultant des tâches générales dévolues à cette dernière en vue de la réalisation du bien commun. Il est perçu sans condition, non pas comme une contrepartie d'une prestation de l'État ou d'un avantage particulier, mais en fonction d'une certaine situation économique réalisée en la personne de l'assujetti. »

— Tribunal Fédéral, RDAF 1997 II 331
Il ajoute encore le principe de la perception de l'impôt selon la capacité contributive du contribuable, qui implique que tout contribuable doit supporter une charge fiscale comparable en fonction de sa situation personnelle et des moyens dont il dispose.

### Fondements historiques
Le système fiscal suisse est un système fiscal dit « traditionnel » ou « historique », c'est-à-dire qu'il a été développé au fil du temps par des modifications légales, par opposition à un système fiscal dit « rationnel » ou « théorique », qui aurait été aménagé de manière intentionnelle, sur la base de connaissances scientifiques. Il est conditionné par le régime démocratique suisse et par le fédéralisme, qui implique que les impôts ne sont pas seulement prélevés par la Confédération, mais également par les cantons et les communes.

### Fondements juridiques

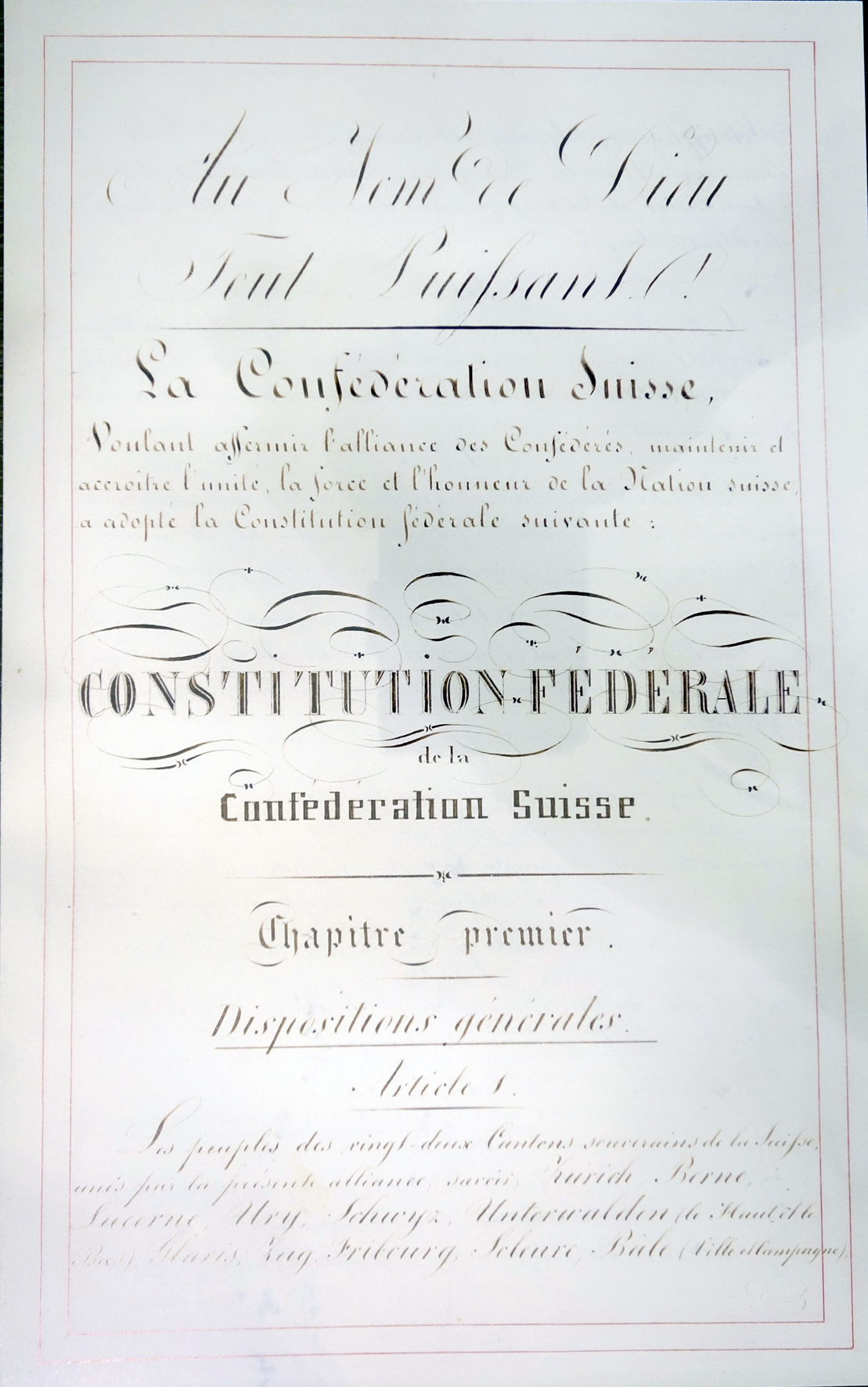
Page titre de la version francophone de la Constitution fédérale de 1848.

L'imposition en Suisse se fonde sur la Constitution fédérale (Cst.), en particulier les articles suivants : 
- Pour les principes généraux : 
  - art. 126 Cst. : « Gestion des Finances »
  - art. 127 Cst. : « Principes régissant l'imposition »
- Pour l'impôt fédéral direct :
  - art. 128 Cst. : « Impôts directs »
  - art. 196, ch. 13 Cst. : « Disposition transitoire ad art. 128 (Durée du prélèvement de l'impôt) », valable jusqu'à la fin de 2035.
- Pour l'attribution des compétences fiscales entre les différentes souverainetés fiscales suisses et leur coordination :
  - art. 129 Cst. : « Harmonisation fiscale »
  - art. 134 Cst. : « Exclusion d'impôts cantonaux et communaux »
  - art. 135 Cst. : « Péréquation financière et compensation des charges »
- Pour la TVA :
  - art. 130 Cst. : « Taxe sur la valeur ajoutée »
  - art. 196, ch. 14 Cst. : « Disposition transitoire ad. art. 130 (Taxe sur la valeur ajoutée) », valable jusqu'à la fin de 2035.
- Pour les impôts spéciaux :
  - art. 131 Cst. : « Impôts à la consommation spéciaux »
  - art. 132 Cst. : « Droit de timbre et impôt anticipé »
  - art. 133 Cst. : « Droits de douane »

Au niveau fédéral, les bases légales de l'imposition directe en Suisse sont la Loi sur l'harmonisation fiscale des impôts directs des cantons et des communes (LHID), complétée par ses ordonnances de mise en application, les Ordonnances concernant la loi fédérale sur l'harmonisation fiscale des impôts directs des cantons et des communes (O LHID A-C), ainsi que la Loi fédérale sur l'impôt direct, complétée par ses diverses ordonnances de mise en application, les Ordonnances concernant la LIFD (O LIFD), notamment l' Ordonnance sur le calcul dans le temps de l'impôt fédéral direct, l' Ordonnance sur les frais professionnels, les Ordonnances sur les frais relatifs aux immeubles, l' Ordonnance sur l'imposition à la source (OIS) et l' Ordonnance sur les participations de collaborateur (OPart).
Les bases légales de l'imposition indirecte sont la Loi fédérale régissant la taxe sur la valeur ajoutée (LTVA), l' Ordonnance régissant la taxe sur la valeur ajoutée (OTVA), les Ordonnances du DFF et de l'AFC relatives à la loi sur la TVA (O LTVA) complétées par 21 Infos TVA (IT), 26 Infos TVA concernant les secteurs (ITS) et 14 Informations douanières (ID).
Ces disposition sont encore complétées par des lois spécifiques, telles que la Loi fédérale sur l'impôt anticipé (LIA), l' Ordonnance sur l'impôt anticipé (OIA) et l' Ordonnance sur l'intérêt moratoire en matière d'impôt anticipé (O LIA intérêt) pour l'impôt anticipé ou la Loi fédérale sur les droits de timbre (LT), l' Ordonnance sur les droits de timbre (OT) et l' Ordonnance sur l'intérêt moratoire en matière des droits de timbre (O LT intérêt) pour les droits de timbre.
En raison de la pandémie de Covid-19, plusieurs lois et ordonnances ont été édictées au niveau fédéral afin de réglementer les problématiques de droit fiscal en matière de coronavirus. Il s'agit notamment de certains articles de la Loi fédérale sur les bases légales des ordonnances du Conseil fédéral visant à surmonter l'épidémie de COVID-19 (Loi COVID-19), de la Loi fédérale sur les crédits garantis par un cautionnement solidaire à la suite du coronavirus (LCaS-COVID-19) et de l' Ordonnance sur les mesures en cas de pertes de gain en lien avec le coronavirus ou Ordonnance sur les pertes de gain COVID-19.
L'autorité fiscale fédérale est l'Administration fédérale des contributions (AFC), dont le siège est à Berne.
Au niveau cantonal, chaque canton suisse édicte ses lois fiscales cantonales.

### Les trois souverainetés fiscales
En raison du fédéralisme suisse, trois souverainetés fiscales distinctes se partagent la perception des impôts : la Confédération, les cantons et les communes. La répartition des compétences fiscales entre la Confédération et les cantons répond à la répartition des pouvoirs telle que prévue par l'article 3 de la Constitution fédérale:

« Les cantons sont souverains en tant que leur souveraineté n’est pas limitée par la Constitution fédérale et exercent tous les droits qui ne sont pas délégués à la Confédération. »

— Art. 3, Constitution fédérale
.
La Confédération dispose ainsi d'une compétence primaire en matière fiscale, alors que les cantons disposent d'une compétence subsidiaire : ils ne sont compétents en matière fiscale qu'à condition que la Confédération n'ait pas elle-même exercé sa compétence de manière exhaustive en la matière.
Certains impôts sont donc de la compétence exclusive de la Confédération et ne sont perçus que par celle-ci, d'autres sont de la compétence exclusive des cantons et d'autres encore sont perçus à la fois par la Confédération et par les cantons.
Les 3 principes fondamentaux régissant l'impôt sont de la compétence de la Confédération et régis par l'article 127 de la Constitution :

« Les principes généraux régissant le régime fiscal, notamment la qualité de contribuable, l'objet de l'impôt et son mode de calcul, sont définis par la loi. »

— Art. 127, alinéa 1, Constitution fédérale
.

« Dans la mesure où la nature de l'impôt le permet, les principes de l'universalité, de l'égalité de traitement et de la capacité économique doivent, en particulier, être respectés. »

— Art. 127, alinéa 2, Constitution fédérale
.

« La double imposition par les cantons est interdite. La Confédération prend les mesures nécessaires. »

— Art. 127, alinéa 3, Constitution fédérale
.

#### Confédération
Les impôts directs suivants sont de la compétence de la Confédération : 
- Impôt sur le revenu et sur le bénéfice par l'impôt fédéral direct (IFD)
- Impôt anticipé
- Impôt fédéral sur les maisons de jeux
- Taxe d'exemption de l'obligation de servir
- Droits de timbre

Les impôts indirects suivants sont de la compétence de la Confédération :
- Taxe sur la valeur ajoutée (TVA)
- Impôt sur le tabac
- Impôt sur la bière
- Impôt sur les boissons distillées
- Impôt sur les huiles minérales
- Impôt sur les automobiles
- Droits de douane
- Redevances routières

#### Cantons
Les impôts directs suivants sont de la compétence des cantons : 
- Impôt sur le revenu et sur la fortune
- Taxe personnelle ou taxe sur les ménages
- Impôt sur le bénéfice et sur le capital des sociétés
- Impôt sur les successions et les donations
- Impôt sur les gains de loterie
- Impôt sur les gains immobiliers
- Impôt foncier
- Droits de mutation

Les impôts indirects suivants sont de la compétence des cantons :
- Impôt cantonal sur les maisons de jeu
- Impôt sur les véhicules à moteur
- Impôt sur les chiens
- Impôt sur les divertissements
- Droits de timbre cantonaux
- Impôt sur les loteries
- Redevance en matière de droits d'eau

#### Communes
Les impôts directs suivants sont de la compétence des communes : 
- Impôt sur le revenu et sur la fortune
- Taxe personnelle ou taxe sur les ménages
- Impôt sur le bénéfice et sur le capital des sociétés
- Impôt sur les successions et les donations
- Impôt sur les gains de loterie
- Impôt sur les gains immobiliers

Les impôts indirects suivants sont de la compétence des communes :
- Impôt sur les immeubles
- Droits de mutation
- Taxe professionnelle communale
- Impôt sur les chiens
- Impôt sur les divertissements

## Imposition directe

### Imposition des personnes physiques
Selon l'article 128 de la Constitution, la compétence fiscale de prélever l'impôt sur le revenu des personnes physiques appartient à la Confédération, aux cantons et aux communes, qui prélèvent donc tous trois cet impôt. Selon l'article 2, alinéa 1, lettre a de la LHID, seuls les cantons et les communes ont la compétence fiscale de prélever un impôt sur la fortune des personnes physiques.
Les personnes physiques sont imposables en Suisse soit en raison de leur rattachement personnel, soit en raison de leur rattachement économique à ce pays.
Le rattachement personnel est défini à l'article 3 de la LIFD :

« Les personnes physiques sont assujetties à l'impôt à raison du rattachement personnel lorsque, au regard du droit fiscal, elles sont domiciliées ou séjournent en Suisse [...] pendant 30 jours au moins [en] y exer[çant] une activité lucrative [ou] [...] pendant 90 jours au moins sans y exercer d'activité lucrative. »

Le rattachement économique repose sur l'existence d'un lien économique entre une personne physique et la Suisse, tel que prévu par l'article 4 de la LIFD:

« Les personnes physiques qui, au regard du droit fiscal, ne sont ni domiciliées ni en séjour en Suisse sont assujetties à l'impôt à raison du rattachement économique lorsque :
- elles sont propriétaires ou usufruitières d’une entreprise en Suisse ou y sont intéressées comme associées;
- elles exploitent un établissement stable en Suisse ;
- elles sont propriétaires d'un immeuble sis en Suisse ou qu'elles sont titulaires de droits de jouissance réels ou de droits personnels assimilables économiquement à des droits de jouissance réels, portant sur un immeuble sis en Suisse;
- elles font commerce d'immeubles sis en Suisse ou servent d'intermédiaires dans des opérations immobilières. »

ou par son article 5 :

« Les personnes physiques qui, au regard du droit fiscal, ne sont ni domiciliées ni en séjour en Suisse sont assujetties à l'impôt à raison du rattachement économique lorsque:
- elles exercent une activité lucrative en Suisse;
- en leur qualité de membres de l'administration ou de la direction d'une personne morale qui a son siège ou un établissement stable en Suisse, elles reçoivent des tantièmes, jetons de présence, indemnités fixes, participations de collaborateur ou autres rémunérations;
- elles sont titulaires ou usufruitières de créances garanties par un gage immobilier ou un nantissement sur des immeubles sis en Suisse;
- en suite d'une activité pour le compte d’autrui régie par le droit public, elles reçoivent des pensions, des retraites ou d’autres prestations d'un employeur ou d'une caisse de prévoyance qui a son siège en Suisse;
- elles perçoivent des revenus provenant d’institutions suisses de droit privé ayant trait à la prévoyance professionnelle ou aux formes reconnues de prévoyance individuelle liée;
- en raison de leur activité dans le trafic international, à bord d'un bateau, d'un aéronef ou d'un véhicule de transports routiers, elles reçoivent un salaire ou d'autres rémunérations d'un employeur ayant son siège ou un établissement stable en Suisse. »

Cependant, comme stipulé par l'article 6 de la LIFD, l'assujetissement fondé sur un rattachement économique est un assujettissement partiel, limité aux parties du revenu correspondant aux articles 4 et 5 ci-dessus. Selon l'article 7 de la LHID, les revenus non-imposables en Suisse sont néanmoins déterminants pour le barème d'imposition :

« Les personnes physiques qui ne sont que partiellement assujetties à l’impôt sur le revenu en Suisse se voient appliquer le taux auquel leur revenu serait imposé si tous les éléments étaient imposables en Suisse. »

Ainsi, le revenu imposable peut différer du revenu déterminant pour le taux d'imposition : Un contribuable qui vit à l'étranger et y réalise un revenu annuel de son activité lucrative principale de CHF 100 000 et exerce en Suisse une activité lucrative accessoire dont il tire un revenu annuel de CHF 50 000, sera imposable en Suisse sur le revenu de CHF 60 000, imposé au taux applicable à un revenu de CHF 150 000.

#### Impôt sur le revenu
Toute personne physique domiciliée en Suisse qui reçoit un revenu doit s'acquitter de l'impôt sur le revenu. Cet impôt se décompose en trois niveaux distincts : 
- l'impôt fédéral direct, prélevé par les cantons pour le compte de l'administration fédérale ;
- l'impôt cantonal, prélevé par le canton de domicile du contribuable ;
- l'impôt communal, prélevé par la commune de domicile du contribuable.

Chaque contribuable doit déclarer ses revenus dans l'année civile qui suit immédiatement la période de taxation.

#### Impôt sur la fortune
La fortune imposable comprend la propriété foncière, les biens mobiliers (à l'exception du mobilier de ménage et des objets personnels d'usage courant qui ne sont pas imposés), les assurances sur la vie et de rente rachetables et la fortune investie dans une exploitation commerciale. Seule la fortune nette est imposable, c'est-à-dire que les dettes sont déduites de la fortune imposable. Le seuil minimum à partir duquel cet impôt est prélevé varie de 17 000 à 100 000 CHF selon les cantons. Cet impôt étant, selon la LHID, de nature exclusivement cantonale, il est à noter que tous ne le pratiquent pas.
Selon l'article 14 de la LHID, la fortune est estimée, pour l'impôt, à la valeur vénale des biens imposables, parfois combinée à une prise en compte de la valeur de rendement du bien, notamment pour les biens immobiliers.

#### Impôt sur la propriété
En plus de l'impôt sur la fortune, un impôt spécifique, l'impôt sur la valeur locative, est prélevé sur la valeur locative fiscale ou fictive d'un bien immobilier en propriété ou en propriété par étages (PPE). Un montant correspondant à cette valeur est ajouté à la déclaration de revenus du propriétaire. Cette disposition est unique sur le plan du droit fiscal international et est pratiqué par tous les cantons.
Il existe également, selon les cantons, des droits de mutation en cas de vente du bien, un impôt sur les gains immobiliers en cas de gains lors de la vente du bien, un impôt sur la fortune immobilière qui touche la valeur patrimoniale et/ou un impôt foncier.

#### Modalités particulières de perception de l'impôt

##### Impôt prélevé à la source
Le travailleur étranger qui n'est pas au bénéfice d'une autorisation d'établissement (permis C) est soumis à un type d'imposition sur le revenu spécifique. Au lieu d'être imposé en une seule fois sur les salaires perçus au cours d'une année, le contribuable paie l'impôt chaque mois, celui-ci venant en déduction du salaire brut. Il n'est donc pas nécessaire pour le travailleur soumis à ce type d'impôt de remplir une déclaration de revenus.
Les barèmes d'imposition varient selon les cantons, et c'est le canton du lieu de travail et non du domicile, qui est alors déterminant pour calculer le taux de retenue à la source.
Les travailleurs saisonniers, au bénéfice d'un permis L et les résidents à l'année possédant un permis B sont principalement concernés par l'imposition à la source. Certains cantons, notamment le canton de Genève, appliquent également cette méthode de taxation à leurs travailleurs frontaliers.

##### Forfait fiscal
Le forfait fiscal est réservé aux étrangers qui vivent en Suisse mais ne travaillent pas et disposent de revenus élevés. Le principe est une imposition à la dépense, basée sur une estimation du train de vie en Suisse.

##### Impôt anticipé (IA)
La base légale pour l'impôt anticipé au niveau fédéral est constituée de la Loi fédérale sur l'impôt anticipé (LIA), l' Ordonnance sur l'impôt anticipé (OIA) et l' Ordonnance sur l'intérêt moratoire en matière d'impôt anticipé (O LIA intérêt).

### Imposition des personnes morales
Pour l'imposition, la définition des entités imposées au titre de personnes morales repose sur l'article 49 de la LIFD qui stipule : 

« Les personnes morales soumises à l'impôt sont :
- les sociétés de capitaux (sociétés anonymes, sociétés en commandite par actions, sociétés à responsabilité limitée) et les sociétés coopératives;
- les associations, fondations et autres personnes morales. »

.
Les activités entrepreneuriales réalisées sous la forme d'une raison individuelle (ce qu'on appelle également une activité indépendante) ou d'une société en nom collectif (SNC) sont imposées selon le régime de l'imposition des personnes physiques : Le bénéfice de l'activité entrepreneuriale, déterminée selon une comptabilité établie conformément au Code des obligations est alors imposé au titre de revenu d'une activité lucrative indépendante chez l'exploitant.
Tout comme les personnes physiques sont imposées sur leur revenu et sur leur fortune, en Suisse, les personnes morales sont imposées sur leur bénéfice et sur leur capital. L'impôt sur le bénéfice est prélevé au niveau fédéral au moyen de l'impôt fédéral direct (IFD) ainsi qu'au niveau cantonal et communal (ICC). L'impôt sur le capital, comme l'impôt sur la fortune, n'est prélevé qu'aux niveaux cantonal et communal, mais pas au niveau de l'impôt fédéral direct, selon l'article 2, alinéa 1, lettre b de la LHID.
Comme les personnes physiques, les personnes morales sont imposables en Suisse soit en raison de leur rattachement personnel, soit en raison de leur rattachement économique à ce pays. Le rattachement personnel à la Suisse d'une personne morale est défini par l'article 50 de la LIFD en ces termes :

« Les personnes morales sont assujetties à l'impôt en raison de leur rattachement personnel lorsqu'elles ont leur siège ou leur administration effective en Suisse. »

.
Le rattachement économique à la Suisse est défini par l'article 51 de la LIFD en ces termes :

« Les personnes morales qui n'ont ni leur siège ni leur administration effective en Suisse sont assujetties à l'impôt en raison de leur rattachement économique, lorsque :
- elles sont associées à une entreprise établie en Suisse;
- elles exploitent un établissement stable en Suisse;
- elles sont propriétaires d’un immeuble sis en Suisse ou qu’elles ont sur un tel immeuble des droits de jouissance réels ou des droits personnels assimilables économiquement à des droits de jouissance réels;
- elles sont titulaires ou usufruitières de créances garanties par un gage immobilier ou un nantissement sur des immeubles sis en Suisse;
- elles font le commerce d’immeubles sis en Suisse ou servent d’intermédiaires dans des opérations immobilières. »

.

#### Impôt sur le bénéfice des sociétés
Les personnes morales sont, selon l'article 57 de la LIFD, imposées sur leur bénéfice brut, déterminé conformément aux prescriptions des articles 58 et 59 de la LIFD.
Selon l'article 68 de la LIFD, au niveau fédéral, « l'impôt sur le bénéfice des sociétés de capitaux et des sociétés coopératives est de 8.5 % du bénéfice net ».

#### Impôt sur le capital
L'impôt sur le capital, n'étant, selon l'article 2, alinéa 1, lettre b de la LHID, prélevé qu'aux niveaux cantonal et communal, mais pas au niveau de l'impôt fédéral direct, c'est donc la LHID qui en constitue la base légale, à ses articles 29 à 30.
Selon l'article 29, alinéa 1 de la LHID, « L'impôt sur le capital a pour objet le capital propre », dont la définition est posée au second alinéa du même article  de la manière suivante : 

« Le capital propre imposable comprend:
- pour les sociétés de capitaux et les sociétés coopératives, le capital-actions ou le capital social libéré, les réserves ouvertes et les réserves latentes constituées au moyen de bénéfices imposés;
- pour les associations, les fondations et les autres personnes morales, la fortune nette, déterminée conformément aux dispositions applicables aux personnes physiques. »

En outre, selon l'article 29a de la LHID, ce capital propre imposable des sociétés de capitaux et des sociétés coopératives est augmenté de ce que les autorités fiscales qualifient de « capital propre dissimulé », désignant ainsi une part de fonds étrangers économiquement assimilable au capital propre. Ce capital propre dissimulé est calculé selon la Circulaire n°6 de l'Administration fédérale des contributions.
Le taux de l'impôt sur le capital est fixé librement par les cantons, qui peuvent également décider d'imputer l'impôt sur le bénéfice à l'impôt sur le capital.

## Imposition indirecte

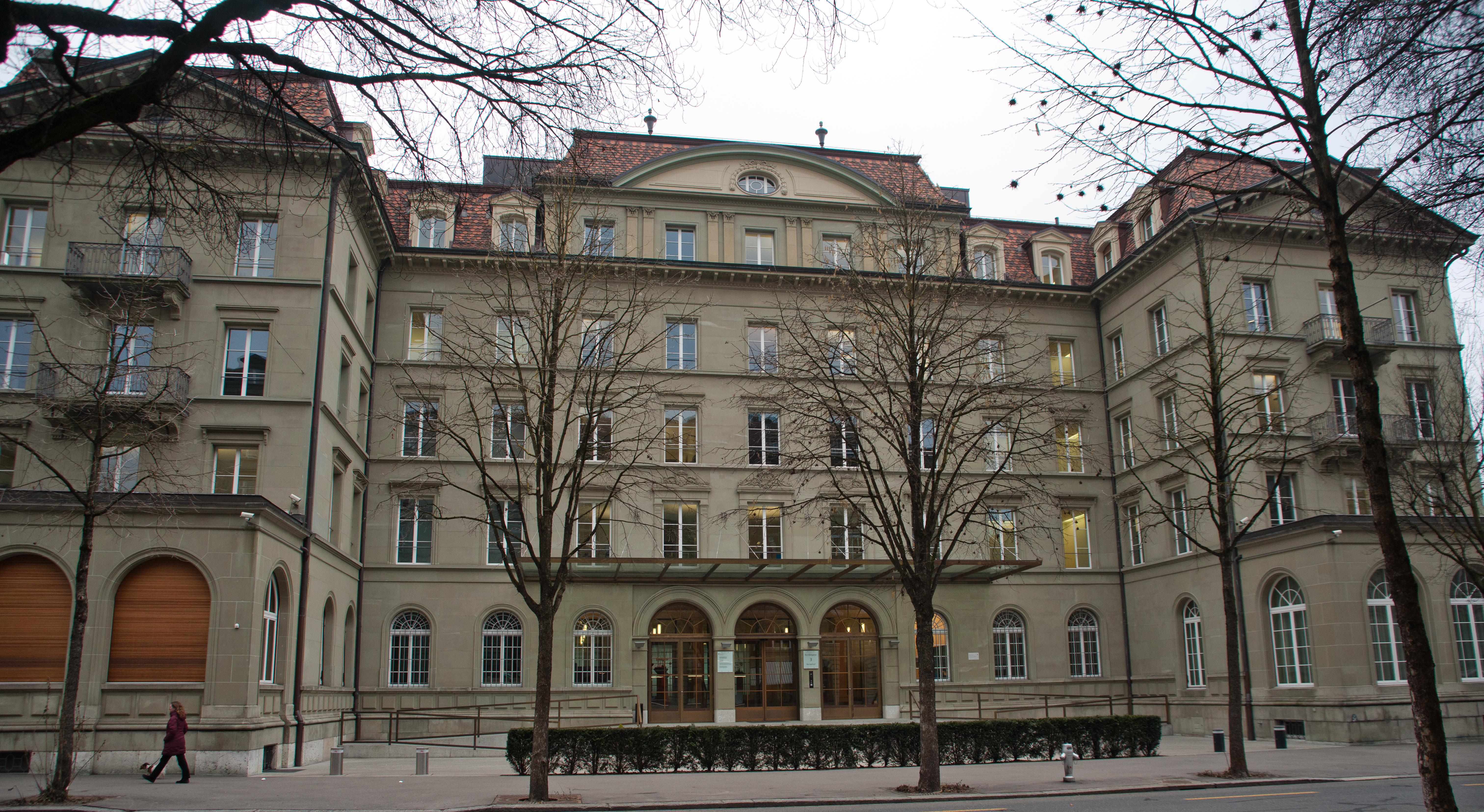
Le Bernerhof, siège du département fédéral des finances à Berne

Les bases légales de l'imposition indirecte en Suisse sont la Loi fédérale régissant la taxe sur la valeur ajoutée (LTVA), l' Ordonnance régissant la taxe sur la valeur ajoutée (OTVA), les Ordonnances du DFF et de l'AFC relatives à la loi sur la TVA (O LTVA) complétées par 21 Infos TVA (IT 2 à 22), 26 Infos TVA concernant les secteurs (ITS 1 à 26) et 14 Informations douanières (ID 52.01 à 52.25).

### Taxe sur la valeur ajoutée
Le principal taux de TVA est fixé à 8 % depuis le 1er janvier 2011 et concerne les biens de consommation non vitaux ainsi que les services. Par opposition à ce taux, dit normal, un taux réduit à 2,5 % concerne la grande majorité des produits alimentaires, les médicaments, les livres et les journaux.
En janvier 2018, les taux de TVA en Suisse baissent : le taux normal de TVA est réduit à 7,7 %, le taux des services d’hébergement à 3,7 %, le taux réduit reste inchangé à 2,5 %. Les entreprises étrangères ne seront plus taxées à partir de 100 000 CHF de chiffre d'affaires en Suisse mais dès cette somme atteinte à l'international. Une mesure qui vise à réduire les désavantages concurrentielles pour les entreprises suisses.
Le 28 septembre 2014, une initiative populaire intitulée « Stop à la TVA discriminatoire pour la restauration ! » est rejetée par le peuple et les cantons. Elle visait à taxer les mets servis dans les restaurants au même taux de TVA que ceux vendus à l'emporter, c'est-à-dire au taux réduit.

#### TVA sur les acquisitions de prestations fournies par des entreprises ayant leur siège à l'étranger
La perception de la TVA sur les acquisitions de prestations fournies par des entreprises ayant leur siège à l'étranger est de la compétence de l'Administration fédérale des contributions (AFC).

### L'impôt sur les importations de biens

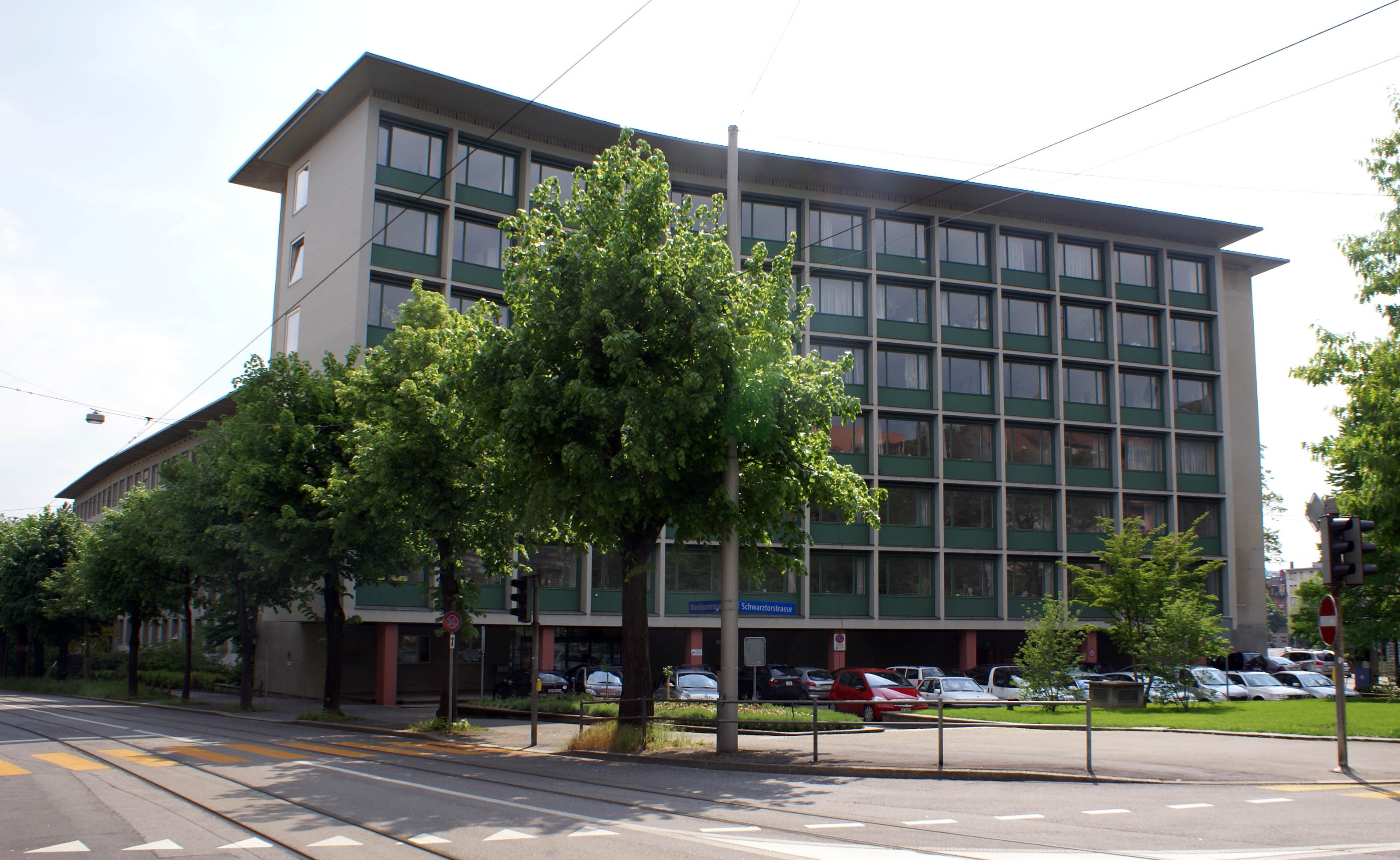
Le siège de l'Administration fédérale des douanes, à Berne.

La perception de l'impôt sur les importations de biens est de la compétence de l'Administration fédérale des douanes (AFD).

## Impôts spéciaux

### Droit de timbre
Le droit de timbre est un impôt fédéral perçu sur certaines opérations juridiques portant notamment sur les titres de sociétés et les contrats d'assurance privés ainsi que sur les opérations financières.
Les bases légales fédérales pour la perception des droits de timbre sont la Loi fédérale sur les droits de timbre (LT), l' Ordonnance sur les droits de timbre (OT) et l' Ordonnance sur l'intérêt moratoire en matière des droits de timbre (O LT intérêt) pour les droits de timbre.

### Impôt sur les animaux
De nombreux cantons suisses prélèvent un impôt sur les chiens. Y est soumis toute personne inscrite dans la base de données Amicus répertoriant les chiens en Suisse, sauf exemption. Cette base de données existe au niveau national depuis 2016. Les recettes de l'impôt sur les chiens atteignaient plus de 50 millions en 2019 en Suisse.

## Droit fiscal international
La fiscalité suisse est complétée par de nombreuses dispositions de droit fiscal international, telles que la Convention fiscale de l'OCDE (MC OCDE), diverses ordonnances et circulaires, la Convention du Conseil de l'Europe et de l'OCDE concernant l'assistance administrative mutuelle en matière fiscale (MAC) et la Loi fédérale sur l'assistance administrative fiscale (LAAF) ou la Loi fédérale sur l'échange international automatique de renseignements en matière fiscale (LEAR). Ces conventions visent à réglementer les problématiques fiscales internationales comme la double imposition, la concurrence fiscale pouvant entraîner l'évasion fiscale ou encore la fraude fiscale.

### Double imposition
Plusieurs textes légaux régissent les problématiques de double imposition au niveau international, afin de l'éviter, mais également d'éviter de permettre qu'il soit possible de tirer profit des possibilités offertes par ces lois et conventions afin de réduire ou de supprimer l'imposition d'une personne physique ou morale. Il s'agit notamment de la Convention fiscale de l'OCDE, de l' Ordonnance relative à l'imputation d'impôts étrangers prélevés à la source (OIES), de l' Ordonnance 1 du DFF relative à l'imputation d'impôts étrangers prélevés à la source (OIES 1), de l'Ordonnance 2 du DFF relative à l'imputation forfaitaire d'impôt (OIF 2), et de l' Ordonnance sur le dégrèvement des dividendes suisses payés dans les cas de participations importantes détenues par des sociétés étrangères (RS 672.203).
Certains textes régissent les cas d'abus des possibilités offertes par les conventions de non-imposition : L' Ordonnance instituant des mesures contre l'utilisation sans cause légitime des conventions conclues par la Confédération en vue d'éviter les doubles impositions (ACF 1962), les circulaires Mesures contre l'utilisation sans cause légitime des conventions conclues par la Confédération en vue d'éviter les doubles impositions de 1962 (ACF 1962/Circ.1962), 1999 (ACF 1962/Circ.1999) et 2010 (ACF 1962/Circ.2010).

#### Convention fiscale de l'OCDE
La Suisse et l'OCDE sont convenues en 2017 d'un modèle de convention fiscale, appelé Modèle de Convention fiscale concernant le revenu et la fortune ou Modèle de convention de l'OCDE et abrégé en MC OCDE, qui vise à éliminer la double imposition en matière d'impôts sur le revenu et sur la fortune, sans créer de possibilité de non-imposition ou de réduction de l'imposition telle que l'évasion fiscale ou la fraude fiscale.

## Procédure et droit pénal fiscal
En matière de procédure et de droit pénal fiscal, c'est le droit pénal administratif qui s'applique, notamment par la Loi sur le droit pénal administratif (DPA), la Loi sur le Tribunal Fédéral (LTF), ainsi que certaines dispositions du Code des obligations et du Code pénal suisse.

## Dispositions fiscales spécifiques en raison de la pandémie de Covid-19

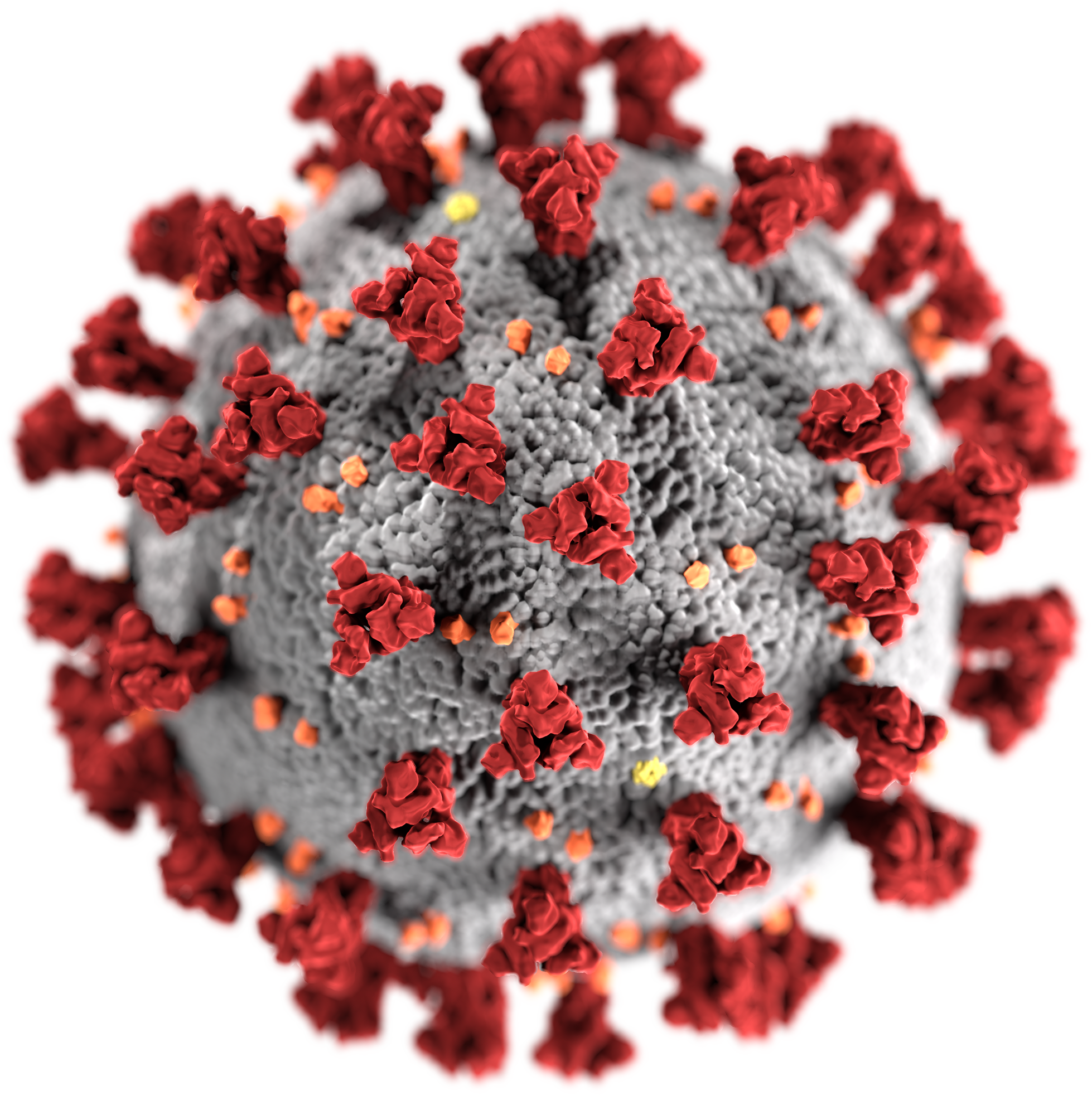
Pandémie de Covid-19.

Le 16 mars 2020, le Conseil fédéral, afin de lutter contre la pandémie de Covid-19 en Suisse, déclare l'état d'urgence sanitaire dans tout le pays, s'appuyant sur l'article 7 « situation extraordinaire » de la loi sur les épidémies qui lui octroie de prendre le pouvoir sur les cantons, en vue de prendre des mesures exceptionnelles pour faire face à l'épidémie, par voie d'ordonnance,. Il édicte ainsi diverses ordonnances prévoyant des mesures de lutte contre l'épidémie et notamment des mesures de lutte contre ses conséquences économiques, qui ont un impact fiscal.
Le 25 septembre, le Parlement fédéral édicte la Loi fédérale sur les bases légales des ordonnances du Conseil fédéral visant à surmonter l'épidémie de COVID-19, couramment appelée Loi COVID-19, afin d'inscrire dans la loi les différentes mesures arrêtées par ordonnances depuis le mois de mars 2020,. En janvier 2021, un référendum populaire est déposé contre cette loi, qui sera donc soumise à la votation populaire le 13 juin 2021,,.
Plusieurs autres dispositions légales spécifiques à la pandémie de Covid-19 traitent des mesures économiques et fiscales en lien avec la pandémie de Covid-19 :
La Loi fédérale sur les crédits garantis par un cautionnement solidaire à la suite du coronavirus, également appelée Loi sur les cautionnements solidaires liés au COVID-19 et abrégée en LCaS-COVID-19, ainsi que régissent les prêts extraordinaires accordés aux entreprises afin de leur fournir des liquidités immédiates et de limiter l'impact économique à court terme de la crise,,.
L' Ordonnance sur les mesures en cas de pertes de gain en lien avec le coronavirus (COVID-19), également appelée Ordonnance sur les pertes de gain COVID-19 (RS 830.31) fixe les indemnités journalières compensant les pertes de gain liées au Covid-19 sur la base du revenu imposable,,. Son article 9, « Cotisations aux assurances sociales », règle l'assujettissement de ces allocations aux cotisations sociales.
De mars à décembre 2020, des délais pour le règlement des impôts fédéraux sont accordés sous la forme de renoncement à la perception d'intérêts moratoires en cas de paiement tardif de l'impôt par l' Ordonnance sur la renonciation temporaire aux intérêts moratoires en cas de paiement tardif d'impôts, de taxes d'incitation et de droits de douane ainsi que sur la renonciation au remboursement du prêt par la Société suisse de crédit Hôtelier, couramment appelée COVID-19-ordonnance sur la renonciation (RS 641.207.2), en son article 2 :

« Du 20 mars 2020 au 31 décembre 2020, aucun intérêt moratoire n'est dû en cas de paiement tardif de la taxe sur la valeur ajoutée, de taxes d'incitation et de droits de douane. »

— Art. 2, COVID-19-ordonnance sur la renonciation.
et son article 3 :

« Du 20 mars 2020 au 31 décembre 2020, aucun intérêt moratoire n'est dû en cas de paiement tardif de l'impôt fédéral direct échu pendant cette période. »

— Art. 3, COVID-19-ordonnance sur la renonciation
.
Sur le plan international, la Suisse reprend l'Analyse du Secrétariat de l'OCDE : Conventions fiscales et impact de la crise du Covid-19 (Analyse OCDE COVID-19).

### Publications
- Administration fédérale des contributions, Le système fiscal suisse, Berne, 2019, 88 p. (lire en ligne).
- Xavier Oberson, Droit fiscal suisse, Bâle, Helbing Lichtenhahn Verlag, 2021, 823 p. (ISBN 978-3-7190-3552-5).
- Daniel R. Gygax et Thomas L. Gerber, Les lois fiscales fédérales : 22ème édition (2021), Zurich, Verlag Steuern und Recht GmbH, 2021, 958 p. (ISBN 978-3-906842-55-4).
- Daniel R. Gygax et Beat Lüscher, La TVA fédérale : 8ème édition (2020), Zurich, Verlag Steuern und Recht GmbH, 2020, 1162 p. (ISBN 978-3-906842-50-9).

### Principaux textes de lois officiels
- Constitution fédérale de la Confédération suisse (Cst.) du 18 avril 1999 (état le 7 mars 2021), RS 101. (révision entrée en vigueur le 1er janvier 2000).
- Loi fédérale sur l’harmonisation des impôts directs des cantons et des communes (LHID) du 14 décembre 1990 (état le 1er janvier 2021), RS 642.14. (révision entrée en vigueur le 1er janvier 1993).
- O LHID : Ordonnances concernant la loi fédérale sur l'harmonisation fiscale des impôts directs des cantons et des communes : Chancellerie fédérale, « RS 642.141 Ordonnances concernant la loi fédérale sur l'harmonisation fiscale des impôts directs des cantons et des communes du 9 mars 2001, révision entrée en vigueur le 1er janvier 2001, version du 1er janvier 2021 », sur Fedlex.admin.ch, Administration fédérale, 1er janvier 2021 (consulté le 1er juin 2021).
- LIFD : Loi fédérale sur l'impôt direct : Chancellerie fédérale, « 642.11 Loi fédérale sur l’impôt fédéral direct (LIFD) du 14 décembre 1990, révision entrée en vigueur le 1er janvier 1995, version du 1er janvier 2021 », sur Fedlex.admin.ch, Administration fédérale, 1er janvier 2021 (consulté le 1er juin 2021).
- LTVA : Loi fédérale régissant la taxe sur la valeur ajoutée : Chancellerie fédérale, « RS 641.20 Loi fédérale régissant la taxe sur la valeur ajoutée (LTVA) du 12 juin 2009, entrée en vigueur le 1er janvier 2010, version du 1er janvier 2020 », sur Fedlex.admin.ch, Administration fédérale, 1er janvier 2020 (consulté le 1er juin 2021).
- OTVA : Ordonnance régissant la taxe sur la valeur ajoutée : Chancellerie fédérale, « RS 641.201 Ordonnance régissant la taxe sur la valeur ajoutée (OTVA) du 27 novembre 2009, entrée en vigueur le 1er janvier 2010, version du 1er mars 2021) », sur Fedlex.admin.ch, Administration fédérale, 1er mars 2021 (consulté le 1er juin 2021).